# 大森章督
大森章督（1956年3月4日—），日本資深男性配音員、旁白。出身於富山縣。身高164cm。AB血

## 人物簡介
大東文化大學畢業。配音業界出道之前的工作是僧侶。出道之後當初是青二Production所屬，1993年移籍進入Sigma Seven。2004年離所後以自由身持續，後來進入OFFICE WATT（至2008年離所）。2009年現在是Aksent所屬。
興趣有滑雪、彈吉他、念經。

### 特色
進入配音業界以來主要從事電視綜藝節目的旁白工作。善長從嚴厲的語調到變成緊張的語調和毛骨悚然的語調。

## 演出作品

### 電視動畫
1983年
- 足球小將翼 (昭和版)（播報員〈初代〉）
- 無敵三四郎（播報員）
- 美雪、美雪（電視播報員）

1985年
- 鬼太郎 (第3作)（上班族A、野、主任、老僧、機動隊長、大百足、村人B、妖怪B、鬼道衆A）

1987年
- 假面忍者 赤影（鷲使）
- 之後頓珍漢（日语：ついでにとんちんかん）（神主）
- 仙魔大戰（蜃鬼RO、聖神）

1988年
- 奇天烈大百科（播報員、監督、記者）
- 甜蜜小天使 (1988年版)（主辦人）

1992年
- 卡利麥羅 (1992年版)（彼得）
- 超仙魔大戰（旁白、魔星P）

1995年
- 爆走獵人（秘書）

1998年
- 炸彈人 彈珠人爆外傳（ダークイバリ）
- 名偵探柯南（田中老師）

2003年
- 魁!! 天兵高校（第10話旁白）

2004年
- 铳墓（拉庫納·葛羅克帕克）

2005年
- MONSTER（貸款金庫的銀行人員）

2006年
- BLACK LAGOON（瑞嘉赫）

2009年
- 銀魂（廣播）
- 蒼天航路（文官B）

### OVA
1989年
- 銀河英雄傳說（托達）

1992年
- 下載 南無阿彌陀佛是愛的誦詩（日语：ダウンロード 南無阿弥陀仏は愛の詩）

1993年
- 輾轉難眠的江戶！（日语：お江戸はねむれない!）（朱雀[6]）

### 電影動畫
1986年
- 喀喀喀的鬼太郎：強烈衝突!! 異次元妖怪的大叛亂（高僧）
- 時空旅人（赤武者[7]）

1988年
- 劇場版 聖魔大戰：第一次聖魔大戦（魔砂鬼）

1990年
- （葛雷）

1992年
- 紅豬

1993年
- 機動警察2 the Movie（山寺警備部長）
- 獸兵衛忍風帖（[8]）

2002年
- WXIII 機動警察（山寺警備部長[9]）

### 遊戲
1998年
- 超級洛克人大冒險（日语：スーパーアドベンチャーロックマン）（炸彈人、火焰人、木頭人、磁石人、火花人、國際連合軍機師）

### 外語配音

#### 動畫
- ReBoot（英语：ReBoot）（Mike the TV〈Michael Donovan 配音〉）※富士電視台版。

### 特攝影集
1996年
- 激走戰隊車連者（FF的配音）

### 旁白
TBS電視網
- TBS
  - （旁白）
  - 突然綜藝速報!! COUNT DOWN100（日语：突然バラエティー速報!!COUNT DOWN100）（片頭旁白）
- MBS
  - （旁白）

朝日電視台
- 我的天空 刑事篇（日语：俺の空#テレビドラマ）（片頭旁白）
- （旁白）
- 特命係長 只野仁（日语：特命係長 只野仁 (テレビドラマ)）（片頭旁白）
- 匿名偵探（片頭旁白）

東京電視網
- 東京電視台
  - 超級瑪利歐俱樂部（日语：スーパーマリオクラブ）（旁白）
  - 所喬治的如果突擊隊（日语：所さんのもしも突撃隊）（旁白）
  - 東京探險（旁白）
- BS JAPAN
  -  元（旁白）

富士電視網
- 富士電視台
  - Trap-TV（日语：Trap-TV）
  - WORLD DOWNTOWN（日语：WORLD DOWNTOWN）（Charee Virapong 等）
- 關西電視台
  - 秋刀魚的房間（日语：さんまのまんま）

MONDO21
- 幻「童夢 -零」追!!
- 蘇！狼

NHK系列
- （NHK綜合，旁白）
- （NHK教育）

其它電視台
- （日本電視台）

其它活動
- 東映漫畫祭（日语：東映まんがまつり）（1980年代，預告片旁白）
- 劇場版 光戰隊覆面人（預告片旁白）
- MSSP傭兵追！（旁白）

### 廣告
- 超人力霸王 怪獸帝國的逆襲（日语：ウルトラマン 怪獣帝国の逆襲）（萬代）
- 未來戰隊時間連者 DX（萬代）
- 日本一短SHOW·答！（旁白，至2005年4月為止）
- 本田Vamos
- Megane Drug（日语：メガネドラッグ）
- 力保健（大正製藥）※電台版。

### 電視劇
- 童年軼事（聲音出演）

### 其它
- 情報倫理數位影像小品集III （页面存档备份，存于）（媒體教育開發中心（日语：メディア教育開発センター）／販售：三友株式會社[永久]）

教材全體（合計30種），與秀島史香共同擔任導覽。

## 外部連結
- Aksent公式官網的聲優簡介（页面存档备份，存于） （日語）